# Waterline (chanson)
Waterline (Ligne de flottaison) est la chanson du duo irlandais Jedward qui représente l'Irlande au Concours Eurovision de la chanson 2012 à Bakou, en Azerbaïdjan.

## Eurovision 2012
La chanson est sélectionnée le 24 février 2012 lors d'une finale nationale.
Elle participe à la première demi-finale du Concours Eurovision de la chanson 2012, le 22 mai 2012.